# Fogarasi-havasok
A Fogarasi-havasok (románul Masivul Făgărașului) a Déli-Kárpátok hegyláncolatának kelet felől második tagja, a Kárpátok legnagyobb tömegű kristályos hegysége. Északon a Fogarasi-medencével határos, amelyen átfolyik az Olt, nyugaton az Olt völgyével és a Vöröstorony-szorossal, délen a Cozia- és a Jézer-hegységgel, keleten a Szág-hegységgel és a Királykő-hegységgel. A névadó Fogaras város a hegységtől északra van.

## Fekvése
A Fogarasi-havasok a Csindrel-hegység és a Barcasági-hegyek között, az egykori Szeben és Fogaras vármegyék területén, a volt román határon emelkedik. Keleten a Barca patak völgye, nyugaton az Olt folyó határolja. Kelet-nyugati irányú főgerince hatalmas falként emelkedik ki a környező medencékből, gerincmagassága mindenhol meghaladja a 2000 métert.

## Leírása
A hegység, melynek élesen határolt főgerince mélyre bevágódott, hatalmas bástyaként egyenesen nyugatról keletre húzódik, a Vöröstoronyi-szorosnál (amely a Szebeni-hegységtől választja el) kezdődik és hirtelen emelkedik 2000 m-nél nagyobb magasságra. Kelet felé a Capu Tamasului horpadása (1556 m) választja el Királykőtől. 
A felette zord és meredek, de összefüggő láncot képező főgerincből ritka szabályossággal ágaznak ki észak felé egymással párhuzamos, keskeny s felette meredek, de rövid oldalágak, melyeket kisebb-nagyobb patakok (Kerci patak, Ucsa, Brázai patak, Sebes) választanak el egymástól. Csak a hegység keleti részében fakadó Barca, mely egyúttal a Királykő csoportja felé képezi a határt, veszi keletnek útját a barcasági lapály felé, míg a többi folyóvíz mind egyenesen északnak, az Olt felé siet. 
A Fogarasi-havasok csoportja csaknem közvetlenül a síkságból emelkedik ki, csodálatos képet mutat, mely csak a Magas-Tátra panorámájával hasonlítható össze. 1800 m-ig nyúlik fel rajta a fenyves erdő, azon túl szürkésfehéres sziklaormok és csúcsok következnek, melyeket az év nagy részében hó borít. A mellékágak alját lomberdők takarják. Völgyei tele vannak természeti szépségekkel, melyek a turisták kedvelt kirándulóhelyei. 
A Fogarasi-havasok déli oldalágai jóval hosszabbak mint az északiak s lassabban, de egyúttal kevésbé szabályosan ereszkednek a síkság felé. A Dimbovica itt a fővölgy, mely a hegység vizeinek nagy részét magába gyűjti.

## Hegyek

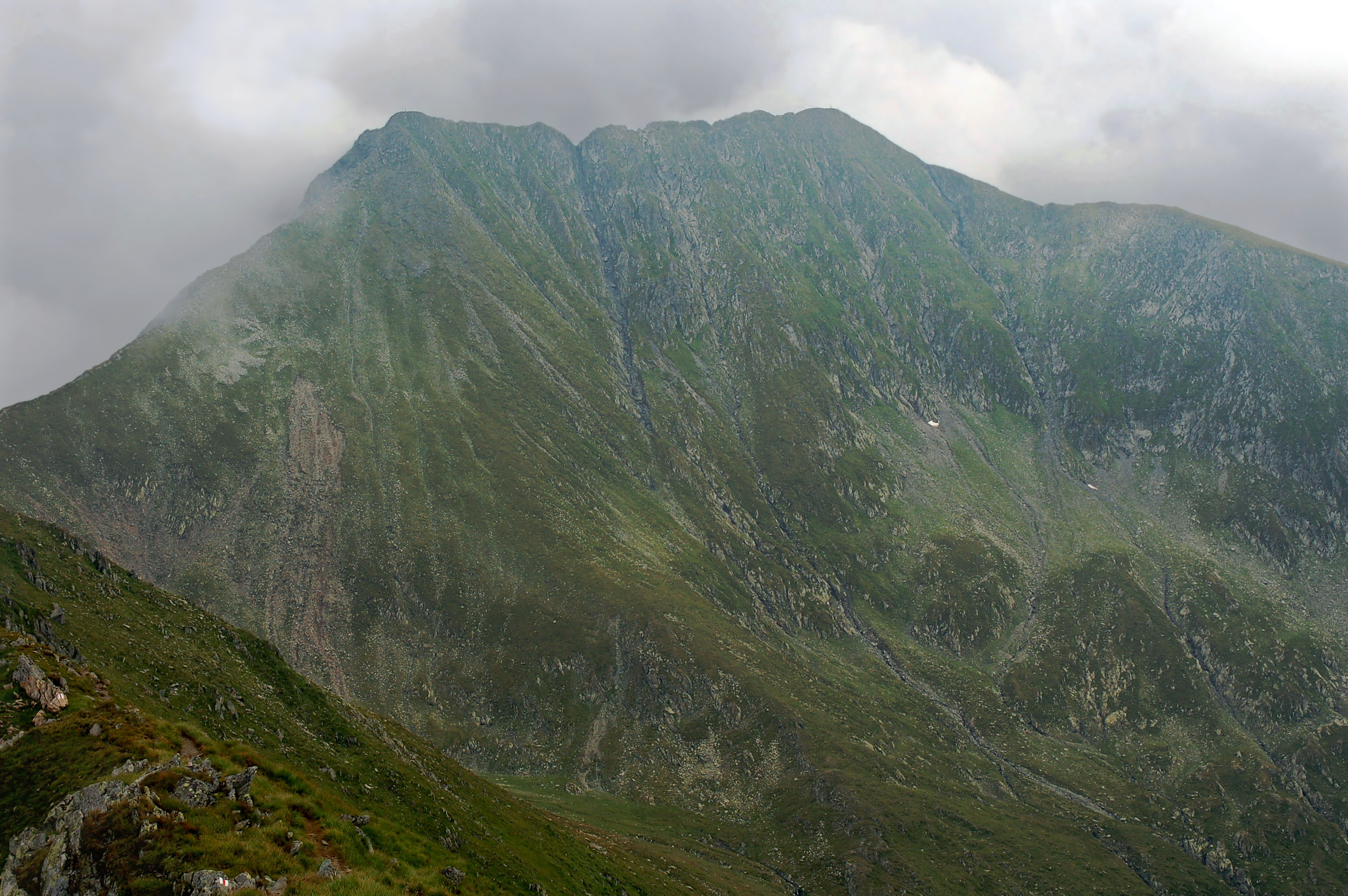
A Nagy-Vist és a Moldoveanu-csúcs

A Fogarasi-havasok hegyei magassági sorrendben (nem teljes lista): Moldoveanu-csúcs (2544 m), Negoj-csúcs (2535 m), Nagy-Vist (2527 m), Leszpez-csúcs (2522 m), Buteanu-csúcs (2507 m), Dara-csúcs (2500 m), Zerge-csúcs (2494 m), Podragu-csúcs (2482 m), Nagy-Árpás (2468 m), Kis-Árpás (2460 m), Vaiuga-csúcs (2443 m), Csortea-csúcs (2427 m), Iezerul Caprei (2417 m), Paltin-csúcs (2399 m), Lajta-csúcs (2397 m), Netedu-csúcs (2351 m), Serbota-csúcs (2331 m).

## Éghajlata
Éghajlata 1200 m-ig enyhe, kevéssé csapadékos, az évi középhőmérséklet 4-7 C, az átlagos csapadék mennyisége 700–1000 mm. 1300 m után az éghajlat hűvösebb, nedvesebb, az évi középhőmérséklet 2-4 C alá süllyed, a csapadékmennyiség 1000–1200 mm-re növekszik. 
2000 m felett az éghajlat zordabb, a középhőmérséklet alacsonyabb 0 C-nál, a csapadék pedig többnyire hó alakjában hullik. Az északi oldalak nedvesek, hűvösek, borúsak, a déli oldal éghajlata kiegyensúlyozottabb, derültebb. 

## Kőzetei
Geológiai szempontból a hegység leginkább kristályos palából áll, melyekből szigetekként kristályos mésztömegek emelkednek ki. Helyenként gránit és porfír lép fel, a csillámpala klorit- és agyagpalára változik. A kristályos palákra észak felé harmad- és negyedkori képletek rakódtak le. Ásványokban a hegység nem gazdag.

## Növényvilága
A hegységet alul mintegy széles övként  bükkösök szegélyezik, melyek felfelé haladva egyre inkább keverednek fenyvesekkel. 1300 m felett a növényzet megváltozik, itt már a fenyvesek az uralkodók. 2000 m felett az zord éghajlat akadályozza a gazdag növényvilág kifejlődését. Ezért az erdők felett közvetlenül főként törpefenyőkből és borókásokból álló növényzet helyezkedik el, ritkábban cirbolyafenyők is láthatók a jégkorszaki növényzet maradványaiként. A magashegységi zóna felső részein havasi legelők terülnek el. Jellemző virágai az alpesi harangvirág, az encián és a kamilla. A déli oldalon a mészköves területeken nyílik a havasi gyopár.

## Állatvilága

A Fogarasi-havasok gerince

Az állatvilág szintén a magasság változása szerint tagozódik. Alul az erdőlakó emlősállatok közül a barna medve, a szarvas, az őz, a vaddisznó, a mókus, a vadmacska, a menyét és a borz a jellemző. Feljebb a zerge az uralkodó állatfaj. A madárvilágot alul a rigófélék, a vörösbegy, a cinkefélék, a holló és az egerészölyv képviseli. Feljebb a gerinceken és a havasi legelőkön a szirti sas fordul elő nagy számban. A kígyók előfordulása ritka, közülük leginkább a keresztes vipera fordul elő 2000 m magasságig. A halak közül a pisztráng szinte minden vízfolyásban és tóban megtalálható.

## Főbb kirándulóhelyek
- A havasok északi lejtőjén található a Szombatfalvi-völgy zöld rétekkel, fenyvesekkel csobogó vizű patakokkal, a kényelmet turistaház és étterem szolgálja.
- A Bilea-vízesés a Bilea-tó katlanából zúdul alá, alsó végénél turistaszálló áll, ahonnan drótkötélpálya visz fel a 2034 magasságban fekvő Bilea-tóhoz, de felvezet ide a Transzfogarasi út is.
- A havasok északi lábánál található Poiana Neamtului a Riul Máre völgyében, turistaházzal és nagyszerű kilátással a havasok fő gerincére és az Feleki-tó katlanára.

## Képek

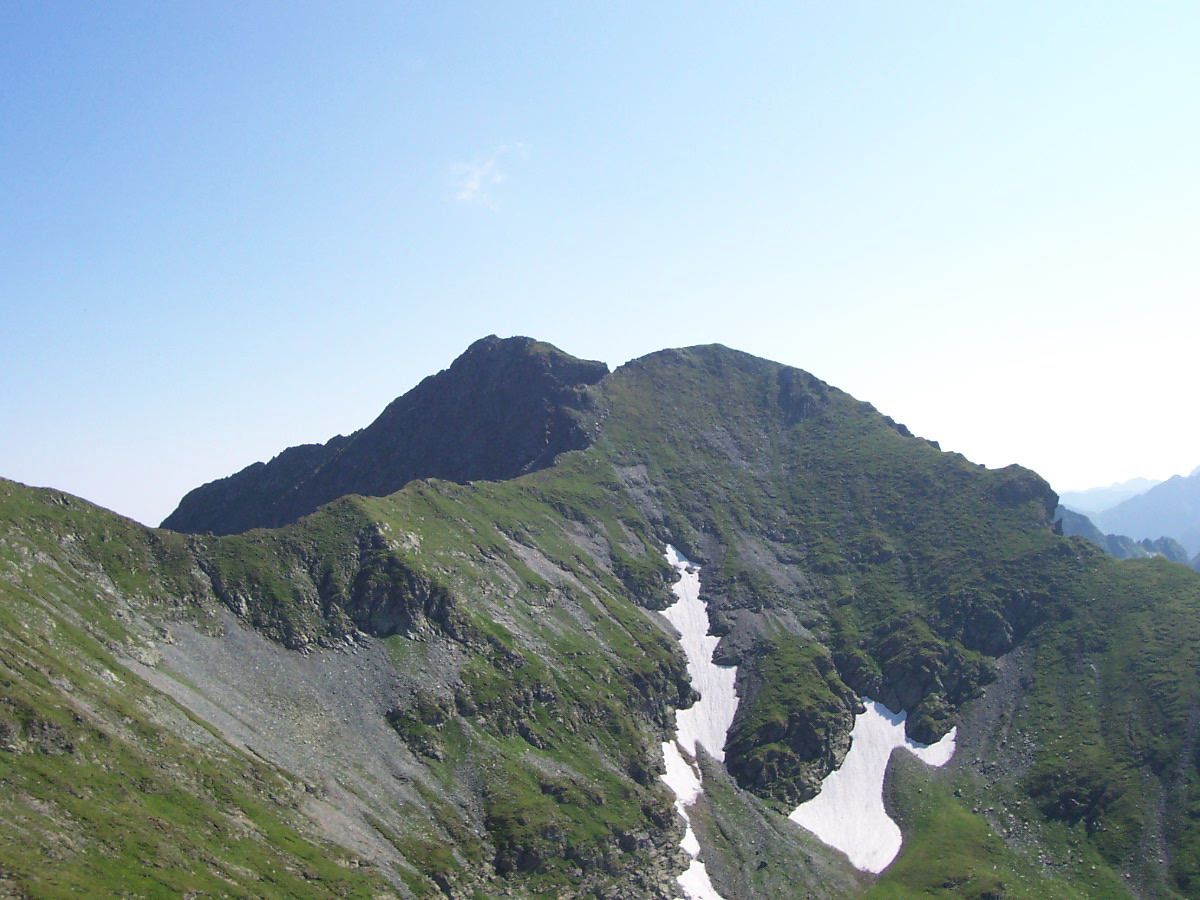
Buteanu-csúcs (2507 m)
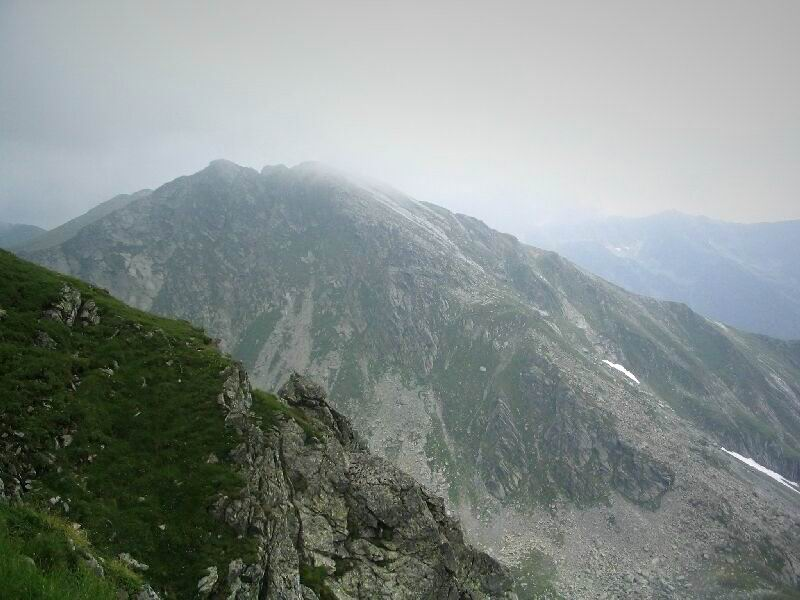
Lajta-csúcs (2397 m)
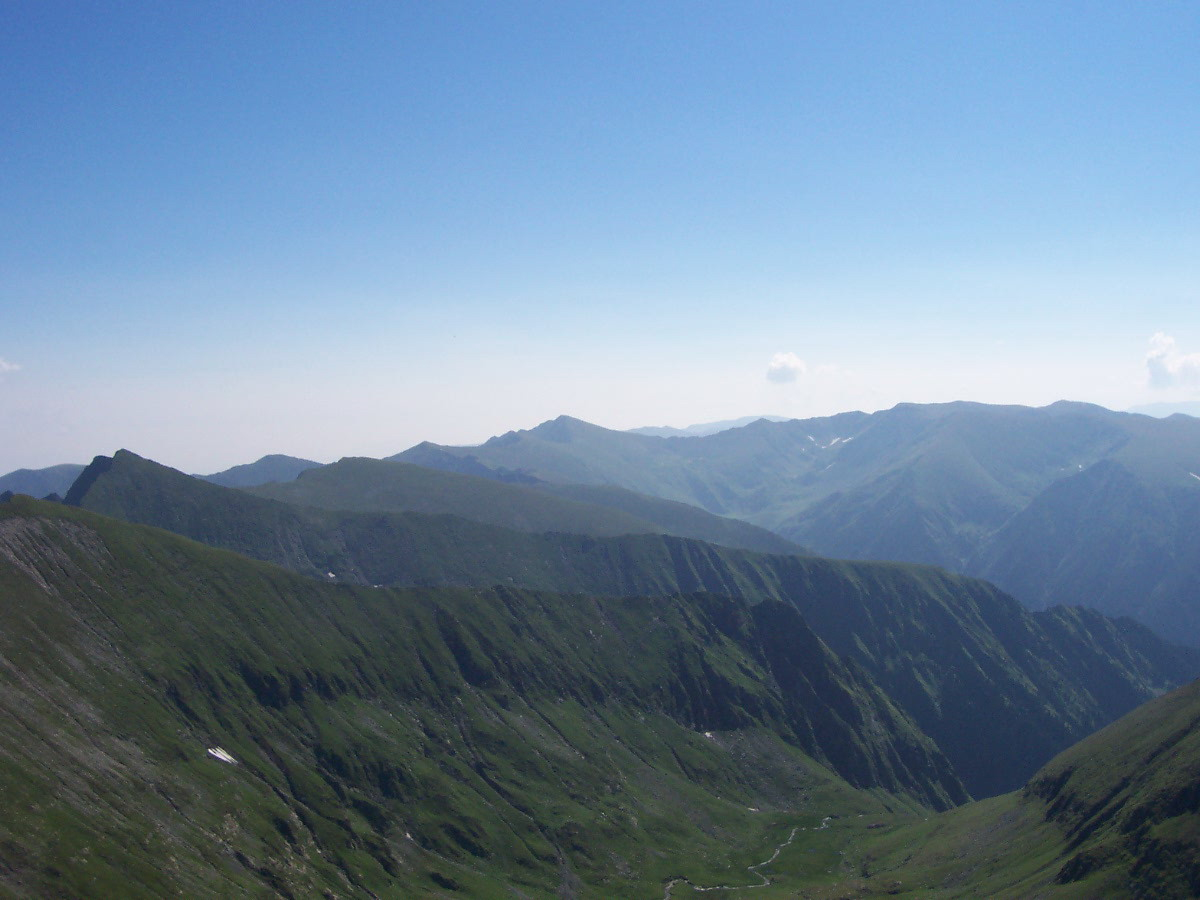
A Fogarasi-havasok főgerince a Galasescu-csúccsal és a Dara-csúccsal (2500 m)
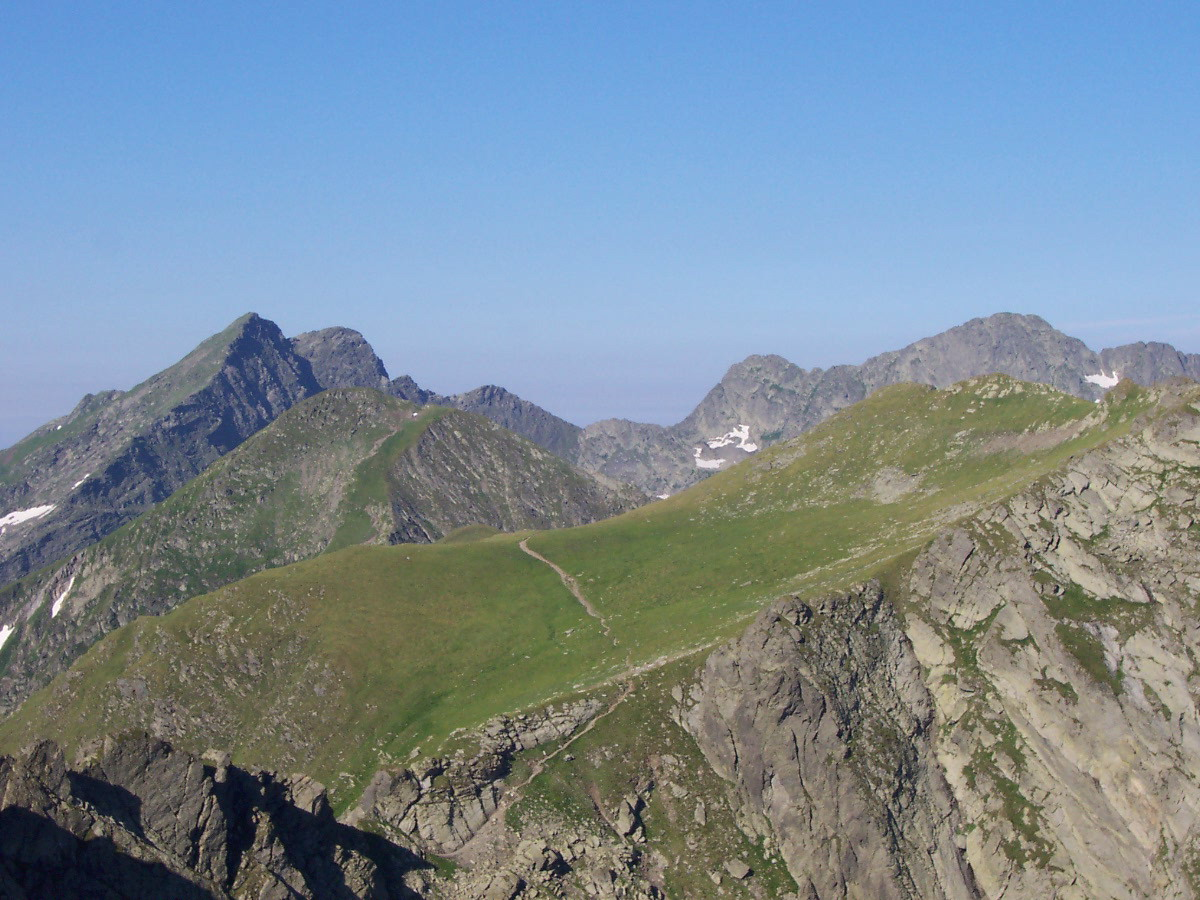
A Negoj (2535 m) és a Leszpez (2522 m)
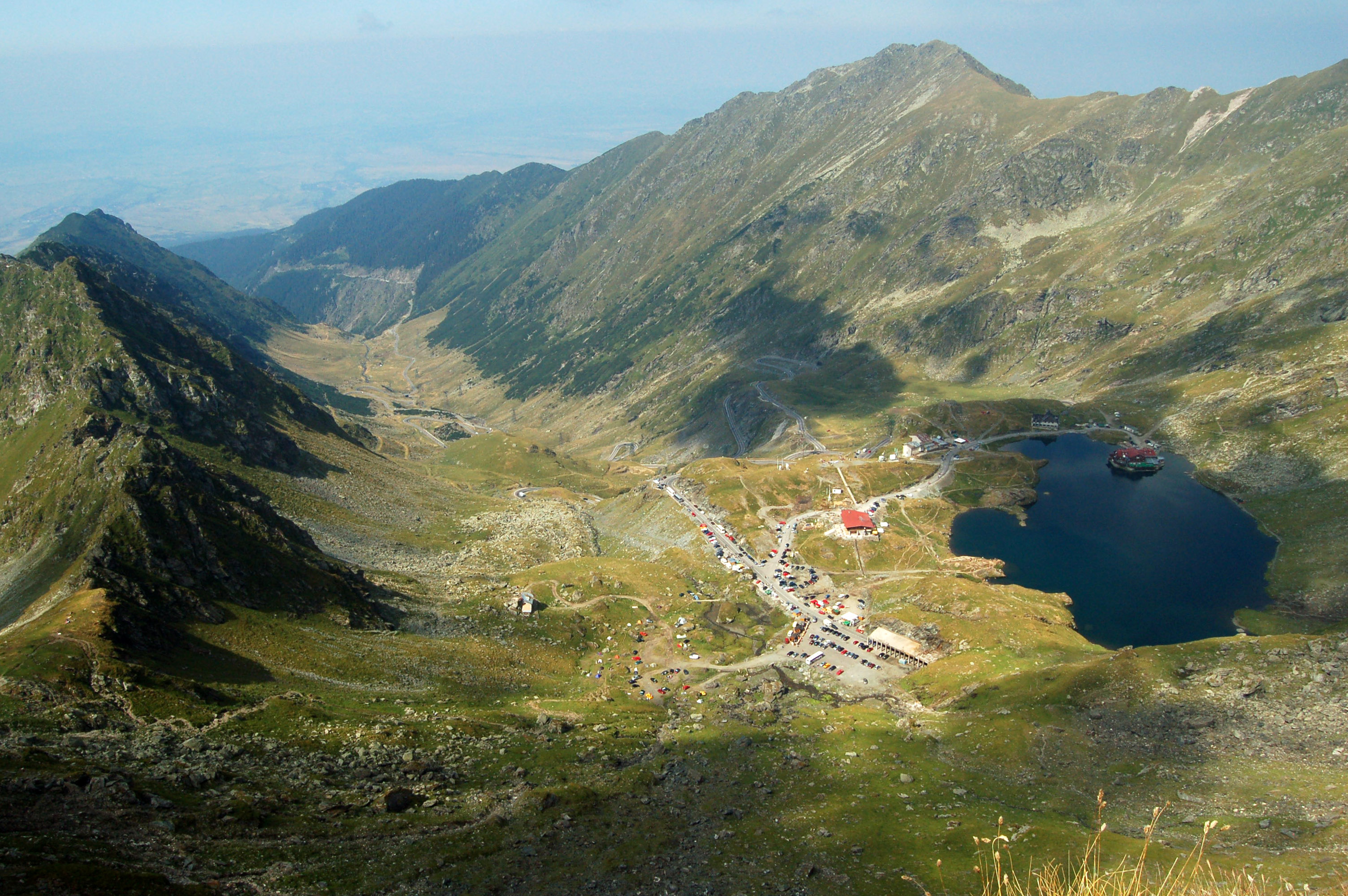
A Transzfogarasi út északi emelkedője a Bilea-völgyben
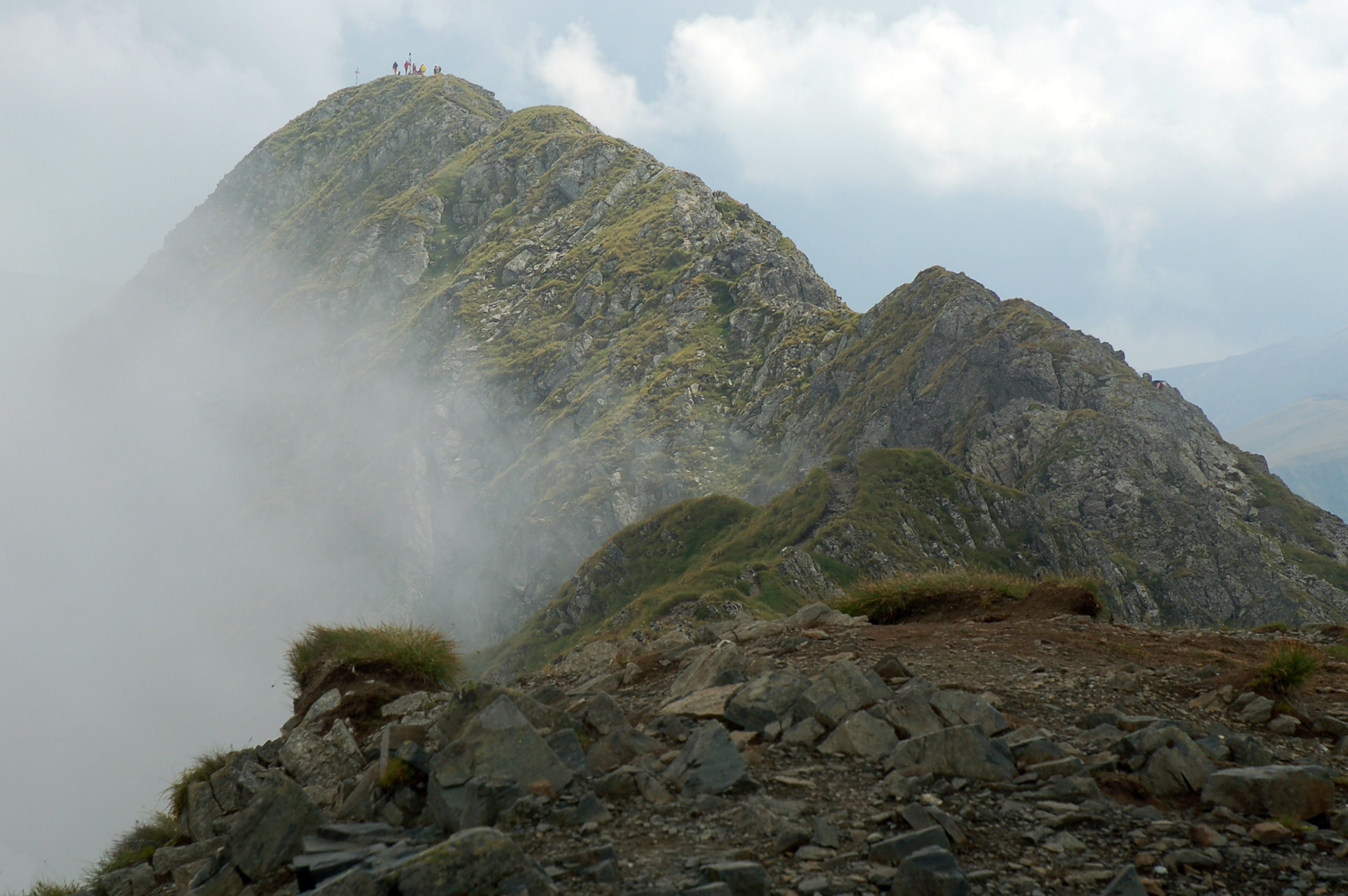
A Moldoveanu-csúcs a Nagy-Vistről nézve
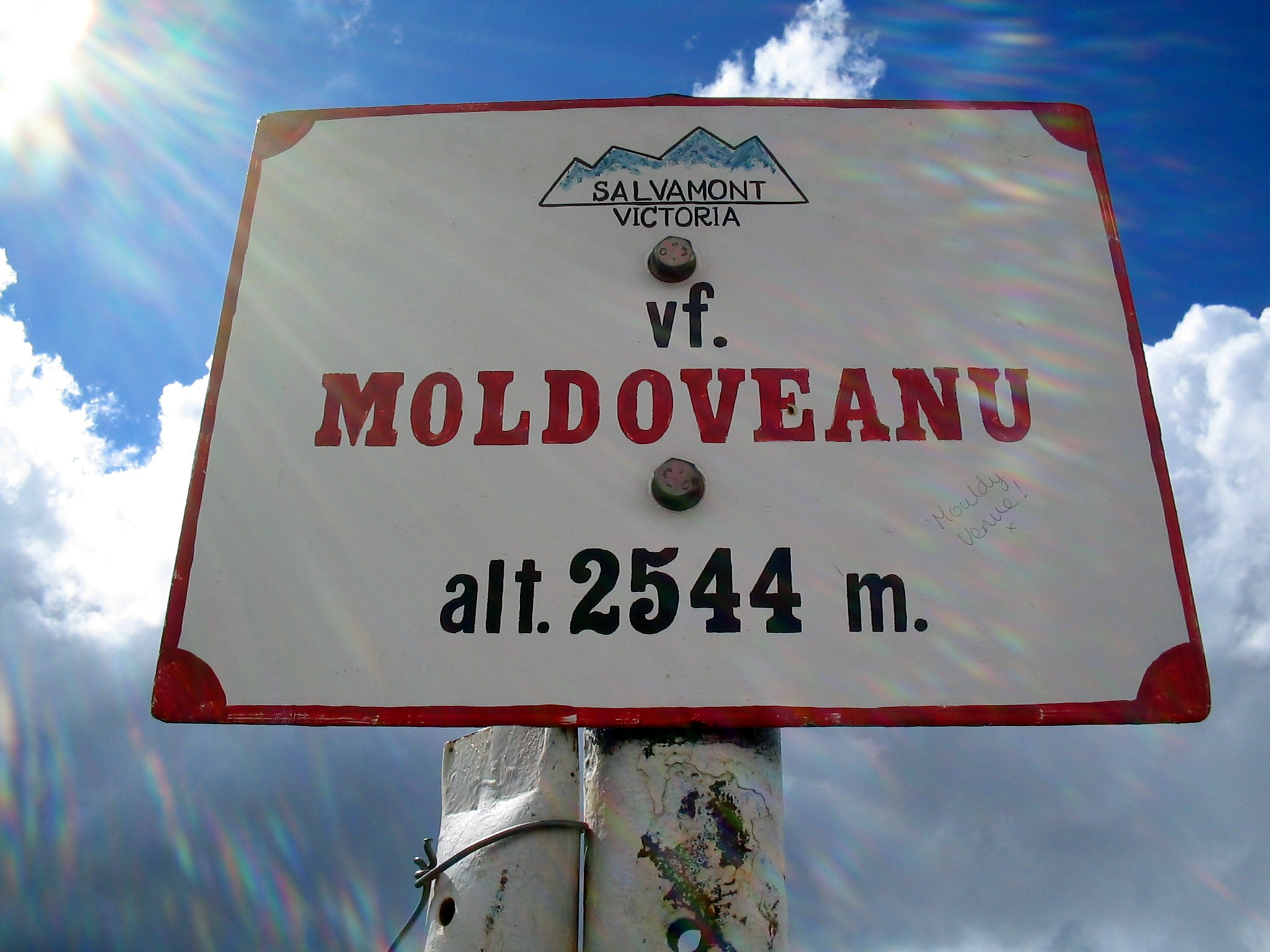
A Moldoveanu-csúcsot jelző tábla
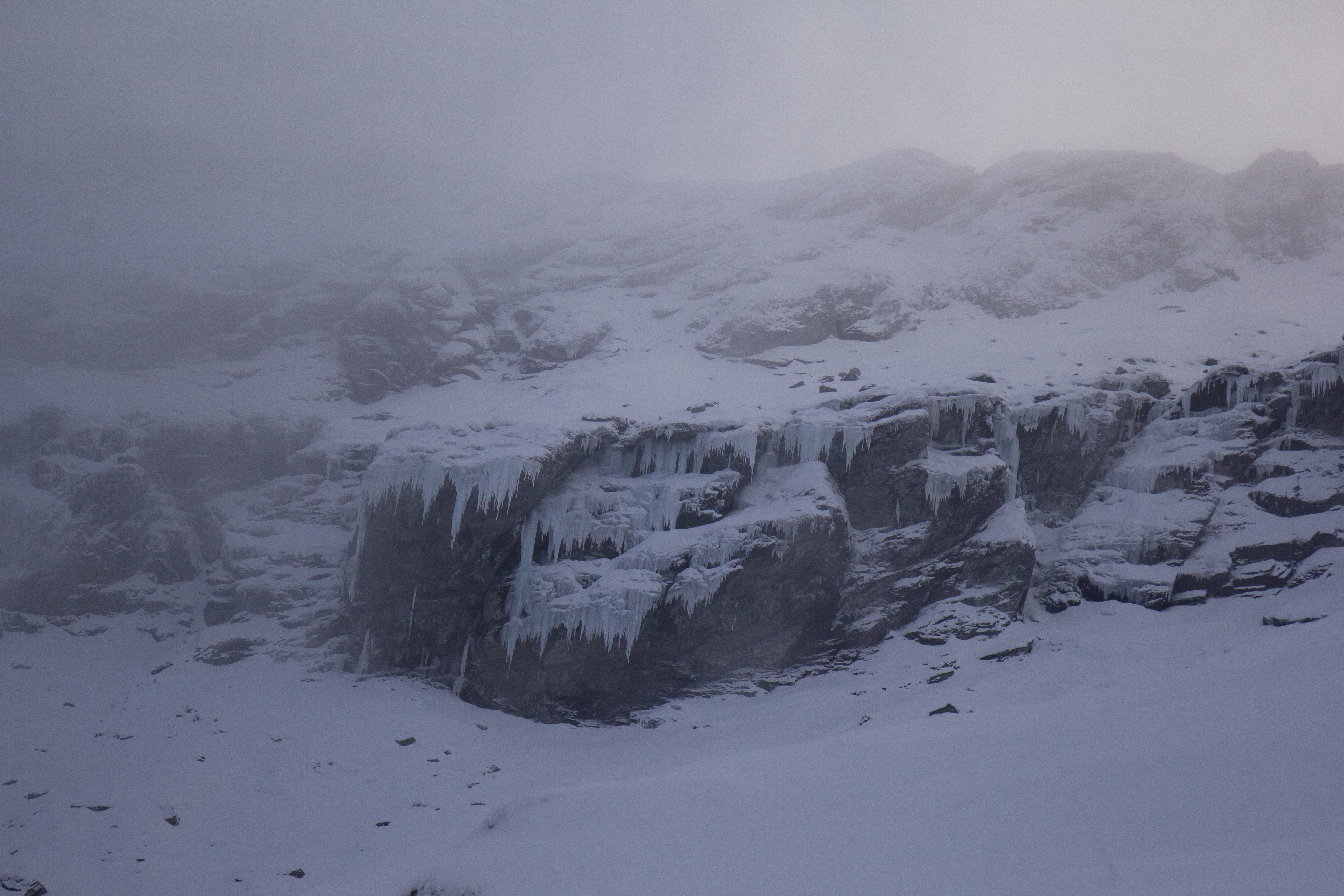
téli tájkép